# Thomas A. DeFanti
Thomas A. DeFanti (1948) è un informatico statunitense, ricercatore e pioniere della computer grafica.
I suoi lavori spaziano dai primi esperimenti di animazione computerizzata alla visualizzazione scientifica, dalla realtà virtuale al grid computing. È professore di Scienza dell'Informatica all'Università dell'Illinois a Chicago e ricercatore scientifico al California Institute for Telecommunications and Information Technology (Calit2)

## Biografia
Nato nel 1948, nel 1973 consegue il dottorato in scienze informatiche all'Ohio State University, sotto Charles Csuri nel gruppo di ricerca della grafica computerizzata. Nello stesso anno si trasferisce all'Università dell'Illinois, a Chicago, dove fonda, con Dan Sandin, il gruppo di ricerca Circle Graphics Habitat, noto ora come Electronic Visualization Laboratory (EVL).
Con tale gruppo ha creato il GRASS, un linguaggio di programmazione orientato alla gestione della grafica con il quale era possibile gestire in modo semplice sistemi di animazione 3D in tempo reale. Successivamente ha sviluppato anche lo Zgrass, una versione del linguaggio GRASS studiata per il sistema Datamax UV-1. I linguaggi GRASS e Zgrass sono stati utilizzati da diversi artisti del computer, tra cui Larry Cuba nel suo film 3/78 e nella sequenza animata della Morte Nera presente nel film Guerre stellari.
Altri lavori significativi eseguiti dal gruppo sono lo sviluppo del sistema grafico alla base dei sistemi di gioco di Bally Technologies, usato sia nella console Astrocade sia in diversi videogiochi arcade, l'invenzione del primo guanto dati, la creazione dell'autostereogramma PHSCologram, e l'invenzione del sistema di realtà virtuale CAVE.
Attualmente DeFanti lavora al progetto TransLight/StarLight per la creazione di un network internazionale ad altissima velocità ed è codirettore di OptIPouter, un progetto atto a realizzare un sistema di immagazzinamento, processazione e visualizzazione di dati mediante collegamenti a fibra ottica.
DeFanti ha anche contribuito in maniera significativa alla crescita del SIGGRAPH, l'annuale conferenza sulla computer grafica che si tiene in una città degli Stati Uniti d'America: dal 1981 al 1985 ne fu presidente e co-organizzò le prime presentazioni videofilmate (che sarebbero divenute l'Electronic Theatre) e, nel 1979, diede inizio al SIGGRAPH Video Review, un archivio video della ricerca nel campo della computer grafica .
DeFanti è membro dell'associazione scientifica Association for Computing Machinery (ACM). Nella sua carriera ha ricevuto diversi riconoscimenti, tra cui quello per i rilevanti contributi dati all'ACM (1988), quello per i rilevanti servizi prestati al SIGGRAPH (2000) e quello come Inventore dell'Anno dall'Università dell'Illinois.